# Арумугатан-Кудіїруппу-2
Грама Ніладхарі Арумугатан-Кудіїруппу-2 (№ 189C) — Грама Ніладхарі підрозділу ОС Еравур-Патту, округ Баттікалоа, Східна провінція, Шрі-Ланка.

## Демографія
| Населення (2007) | Населення (2007) | Населення (2007) | Населення (2007) | Населення (2007) |
| Населення        | Чоловіки         | Жінки            | Діти             | Дорослі          |
| ---------------- | ---------------- | ---------------- | ---------------- | ---------------- |
| 2253             | 1059             | 1194             | 876              | 1377             |